# L'Anglais à Bordeaux
L'Anglais à Bordeaux est une comédie en un acte et en vers libres de Charles-Simon Favart représentée pour la première fois à la Comédie-Française le 14 mars 1763.
La pièce devait s'intituler initialement L'Antipathie vaincue, mais l'ambassadeur d'Angleterre en a demandé le changement. Elle célébrait le traité de Paris, qui mettait un terme à la Guerre de Sept Ans dans laquelle s'étaient opposés la France et la Grande-Bretagne d'une part, l'Autriche et la Prusse de l'autre. Elle fut représentée lors de la visite du duc de Bedford, ambassadeur du Royaume de Grande-Bretagne à Paris. Le propos principal en est l'égalité des hommes, malgré les différences nationales qui les divisent.
C'est la dernière pièce dans laquelle Mlle Dangeville ait joué.

## Principaux acteurs
- Molé : Darmant
- Mlle Dangeville : la marquise de Floricourt, sœur de Darmant
- Bellecour : Brumton
- Mlle Hus : Clarice, fille de Brumton
- Préville : Sudmer, ami de Brumton
- Armand : Robinson, valet du Milord